# The Open Championship 1874
The Open Championship 1874 var en golfturnering afholdt på Musselburgh Links i Musselburgh, Skotland den 10. april 1874 og arrangeret i fællesskab af Prestwick Golf Club, Royal and Ancient Golf Club of St Andrews og Honourable Company of Edinburgh Golfers. Turneringen var den 14. udgave af The Open Championship, men det var første gang, at Musselburgh Links lagde græs til mesterskabet, og det var første gang, at det blev spillet i foråret. 32 spillere, 30 professionelle og to amatører, deltog i turneringen, som blev afviklet som en slagspilsturnering over fire runder på Musselburgh Links' 9-hullersbane, således at antallet af huller fortsat var 36 (indtil da havde man spillet tre runder på Prestwicks 12-hullersbane eller to runder på St Andrews Links' 18-hullersbane).
Titlen blev vundet Mungo Park fra Musselburgh, to slag foran den firedobbelte mester Tom Morris, Jr.. Det var Mungo Parks første sejr i mesterskabet.

## Resultater
| Plac. | Spillere            | Score (slag) | Score (slag) | Score (slag) | Score (slag) |
| Plac. | Spillere            | 1.runde      | 2.runde      | Total        |              |
| ----- | ------------------- | ------------ | ------------ | ------------ | ------------ |
| 1.    | Mungo Park          | 75           | 84           | 159          |              |
| 2.    | Tom Morris, Jr.     | 83           | 78           | 161          |              |
| 3.    | George Paxton       | 80           | 82           | 162          |              |
| 4.    | Bob Martin          | 85           | 79           | 184          |              |
| 5.    | Jamie Anderson      | 82           | 83           | 165          |              |
| 6.    | David Park          | 83           | 83           | 166          |              |
| 6.    | William Thomson     | 84           | 82           | 166          |              |
| 8.    | Bob Ferguson        | 83           | 84           | 167          |              |
| 8.    | Tom Kidd            | 84           | 83           | 167          |              |
| 10.   | John Ferguson       | 87           | 82           | 169          |              |
| 10.   | G. McCachnie        | 79           | 90           | 169          |              |
| 10.   | J.O.F. Morris       | 88           | 81           | 169          |              |
| 13.   | Willie Park, Sr.    | 83           | 87           | 170          |              |
| 14.   | Tom Hood            | 83           | 88           | 171          |              |
| 14.   | Bob Pringle         | 85           | 86           | 171          |              |
| 16.   | T. Hunter (a)       | 88           | 86           | 174          |              |
| 17.   | Thomas Brown        | 87           | 88           | 173          |              |
| 18.   | Tom Morris, Sr.     | 90           | 86           | 176          |              |
| 18.   | Davie Strath        | 86           | 90           | 176          |              |
| 20.   | William Cosgrove    | 88           | 89           | 177          |              |
| 20.   | William Doleman (a) | 89           | 88           | 177          |              |
| 22.   | R. Cosgrove         | 92           | 86           | 178          |              |
| 22.   | Willie Dunn, Sr.    | 87           | 91           | 178          |              |
| 24.   | J. Dow              | 88           | 94           | 182          |              |
| 24.   | James Fenton        | 90           | 92           | 182          |              |
| 26.   | Willie Brown        | 91           | 93           | 184          |              |
| 27.   | W. Hutchison        | 90           | 95           | 185          |              |
| 28.   | Charlie Hunter      | 93           | 94           | 187          |              |
| 29.   | Nicol Patrick       | 98           | 98           | 196          |              |
| 30.   | M. Clayton          | 99           | 101          | 200          |              |
| 31.   | A. Brown            | 96           | 106          | 202          |              |
| 32.   | John Campbell       |              |              | –            |              |